# U-968
U-968 – niemiecki okręt podwodny (U-Boot) typu VII C z okresu II wojny światowej. Okręt wszedł do służby w 1943 roku. Jedynym dowódcą był Ltnt. Otto Westphalen.

## Historia
Wcielony do 5. Flotylli U-Bootów celem szkolenia załogi, od marca 1944 roku w 13. Flotylli jako jednostka bojowa.
Odbył siedem patroli bojowych, podczas których zatopił dwa statki o łącznej pojemności 14 386 BRT, uszkodził jeden (8129 BRT) i kolejny uznany za całkowicie utracony (7200 BRT). Zatopił również slup typu Modified Black Swan HMS „Lapwing” (1350 t) i uszkodził kolejny tego samego typu HMS „Lark” (1350 t) na tyle, że uznano go za stracony.
19 lipca 1944 roku U-Boot był atakowany przez brytyjski samolot B-24 Liberator. Uszkodzenia na okręcie okazały się niewielkie, ale zginął jeden artylerzysta, a sześciu zostało rannych. Okręt przerwał wykonywanie zadania i powrócił do bazy.
Poddany 9 maja 1945 roku w Narwiku (Norwegia), przebazowany 19 maja 1945 roku do Loch Eriboll (Szkocja), a później do Loch Ryan (Szkocja). Zatonął 29 listopada 1945 roku podczas holowania w ramach operacji Deadlight.